# خط هامبتون
خط هامبتون أو خط همبتون (بالإنجليزية: Hampton's line)‏ هو خط رفيع مشع يظهر في عنق القرحة المعوية المليئة بكبريتات الباريوم أثناء تناول الباريوم. تعتبر علامة على الوذمة المخاطية.
سميت نسبةً إلى أوبري أوتيس هامبتون.

## روابط خارجية
- صورة خط هامبتون في learningradiology.com